# لیزه فیلستاد
لیزه فیلستاد (انگلیسی: Lise Fjeldstad؛ زادهٔ ۱۷ ژوئن ۱۹۳۹) بازیگر اهل نروژ است. از فیلم‌هایی که وی در آن نقش داشته است، می‌توان به داگنی، گرسنگی اشاره کرد. وی همچنین برندهٔ جوایزی همچون جایزه آماندا شده است.